# Dau et Catella
Jacques Dau i Jean-Marc Catella, dits Dau i Catella, formen un duo d'humoristes francesos.

## Història del duo
El 1986, Jacques Dau i Jean-Marc Catella es coneixen. És el començament d'una llarga aventura plena d'èxit. Tres anys després representen el seu primer espectacle One man show pour deux que farà més de 1000 representacions al món sencer. El 1995, el seu espectacle L'étroite moustiquaire guanyarà el premi del millor espectacle còmic al Festival d'Avinyó. De 1997 a 1999, representen dos espectacles Le vol des Bougnons i Mais qui est don(c) Quichotte ? a Avignon que tindrà sempre tant èxit. El 2000, creen amb Ged Marlon i Vincent Roca l'obra teatral Un simple froncement de sourcil. Des del 2000, se'ls coneix gràcies a les seves aparicions en l'emissió de ràdio Le Fou du Roi a France Inter animat per Stéphane Bern. El 2006, celebren el seu desè Festival d'Avinyó i representen el seu nou espectacle Dau et Catella et non pas le contraire durant més de 3 mesos de representacions a París al Café de la Gare.

## Espectacles
- 1989: One man show pour deux
- 1995: L'étroite moustiquaire
- 1997: Le vol des Bougnons
- 1999: Mais qui est don(c) Quichotte ?
- 2000: Un simple froncement de sourcil creat amb Ged Marlon i Vincent Roca
- 2006: Dau et Catella et non pas le contraire
- 2009: Sacco Et Vanzetti